# Michael Lindner (Maler)
Michael Lindner (* 21. Februar 1880 in Pechofen, einem Ortsteil von Mitterteich; † 15. Februar 1941 in Straubing) war ein deutscher Heimat- und Landschaftsmaler. 

## Leben

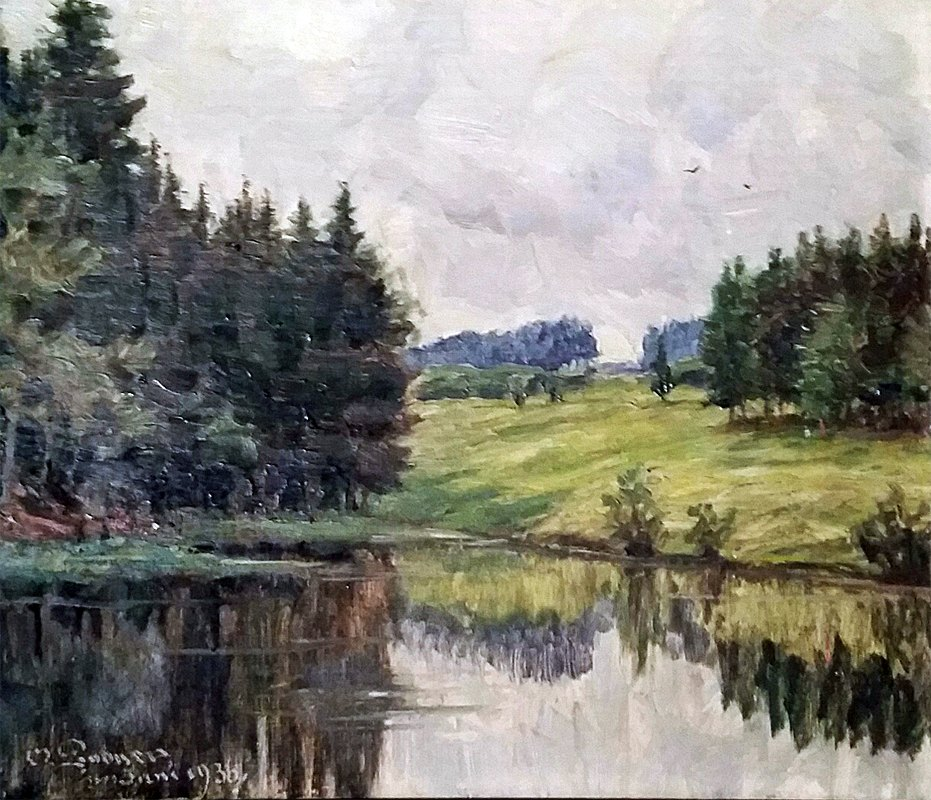
M. Lindner, "Am Forellenweiher hinter Fuchsmühl", Öl auf Holz, 1936

Michael Lindner wurde 1880 als Sohn des Brauereibesitzers Anton Lindner und dessen Ehefrau Therese geboren.
Lindner besuchte das humanistische Gymnasium in Regensburg, schon als Kind hatte er gerne gezeichnet und gemalt, daher studierte er nach dem Abitur auf der Kunstakademie in München. Anschließend lebte und arbeitete Lindner als Berufsmaler in Stuttgart, Dresden und Eger.
Am 27. November vermählte sich Lindner in Dresden mit Luise Koch. Im Ersten Weltkrieg diente Michael Lindner von 1914 bis 1918 als Sanitäter, anschließend kehrte er in seine Heimat Mitterteich zurück und ließ sich dort mit seiner Frau Luise und vier Kindern nieder. 
Die Familie zog 1929 aus wirtschaftlichen Gründen nach Waldsassen, 1932 nach Weiden und 1936 nach Marktredwitz. 1939 bis 1940 arbeitete Michael Lindner in Karlsbad (Böhmen).
Durch einen beruflichen Auftrag verzog Lindner nach Straubing, wo er nach einem kurzen Krankenhausaufenthalt verstarb.
Der Künstler war als bescheidener Mensch und fürsorglicher Familienvater bekannt und wurde von seinen Freunden der „Kunstmichl“ genannt.